# Lahnsteinita
La lahnsteinita és un mineral anomenat així per la seva localitat tipus, el poble de Lahnstein, a Alemanya. Està químicament relacionat amb l'osakaïta i pot formar-se com a producte de deshidratació d'aquesta. És l'anàleg natural del sulfat de zinc.

## Característiques
La lahnsteinita és un mineral de fórmula química Zn₄(SO₄)(OH)₆·3H2O. Cristal·litza en el sistema triclínic. La seva duresa a l'escala de Mohs és 1,5.
L'exemplar que va servir per a determinar l'espècie, el que es coneix com a material tipus, es troba conservat al Museu Fersman, a l'Acadèmia Russa de les Ciències (Moscou), amb el número de registre 4252/1.

## Formació i jaciments
La lahnsteinita sol trobar-se associada a goetita, piromorfita, quars i coure natiu. Quan es troba amb aquests minerals, els cristalls de lahnsteinita solen recobrir les parets de cavitats. La lahnsteinita és un mineral força rar, ja que es presenta en quantitats molt petites en només dos llocs coneguts arreu del món. El primer lloc es troba en una mina als afores de Lahnstein, Alemanya, la segona, en una petita mina al sud de Califòrnia. A la seva localitat tipus va ser trobada en la zona d'oxidació d'un complex format per vetes de quars i siderita.